# 拉法明德
拉法明德是奥地利克恩顿州沃尔夫斯贝格县的一个市镇。总面积93.78平方公里，总人口3314人，人口密度35.3人/平方公里（2005年）。